# جنکی اوکاوا
جنکی اوکاوا (انگلیسی: Genki Okawa; ۲۶ اوت ۱۹۸۷ – ) بازیگر، و صداپیشگی در ژاپن اهل ژاپن بود.